# Doryopteris jequitinhonhensis
Doryopteris jequitinhonhensis är en kantbräkenväxtart som beskrevs av Salino. Doryopteris jequitinhonhensis ingår i släktet Doryopteris och familjen Pteridaceae. Inga underarter finns listade.